# 吳元璧
吳元璧（1499年—？），字君錫，江西饒州府安仁縣人，軍籍，明朝政治人物。

## 生平
嘉靖十六年（1537年）丁酉科順天府鄉試第二十三名舉人。嘉靖十七年（1538年）中式戊戌科會試第八名，登第二甲第三十九名進士。授刑部主事，二十一年往南直隶江南决囚，二十二年八月贬扬州府通判。，遷興化府同知。后官雲南、貴州參政。

## 家族
曾祖吳克己；祖父吳璵，義官；父吳上達，母徐氏；繼母李氏。具庆下。